# Mirošov (okres Jihlava)
Obec Mirošov (německy Miroschau, Mirischendorf (1361)) se nachází v okrese Jihlava v Kraji Vysočina. Žije zde 166 obyvatel.

## Název
Název se vyvíjel od varianty Myrischendorf (1361), Mirischendorf (1367), Myrischdorf (1368), Mirischindorf (1369, 1372), Miryssow a Myrossow (1379), Myrossow (1390), Mirossow (1654), Miroschau (1790), Miroschau, Mirossow, Miröschau, Mireschowitz, Mirschendorf či Miřkov (1846). Místní jméno vzniklo z osobního jména Miroš a znamenalo Mirošova ves.

## Historie
První písemná zmínka o obci pochází z roku 1361. Od roku 1869 sem přísluší vesnice Jedlov.

## Přírodní poměry
Mirošov leží v okrese Jihlava v Kraji Vysočina. Nachází se 10 km západně od Jihlavy, 4 km severozápadně od Dvorců a 5,5 km od Cejle, 5 km jihovýchodně od Dušejova, 2 km od Jedlova a 3 km od Hubenova. Geomorfologicky je oblast součástí Křemešnické vrchoviny a jejího podcelku Humpolecká vrchovina, v jejíž rámci spadá pod geomorfologický okrsek Čeřínecká vrchovina. Průměrná nadmořská výška činí 565 metrů. Nejvyšší bod, Tomšův kopec (648 m n. m.), leží západně od obce. Východní hranici katastru tvoří Jedlovský potok. Po obou stranách silnice k Mirošovu od Jedlovského potoka k obci stojí alej, která se skládá ze 158 stromů, mezi nimiž jsou zastoupeny dub letní, bříza bělokorá, topol bílý, jírovec maďal a lípa srdčitá.

## Obyvatelstvo
Podle sčítání 1921 zde žilo v 27 domech 206 obyvatel, z nichž bylo 106 žen. 204 obyvatel se hlásilo k československé národnosti, 1 k německé. Žilo zde 206 římských katolíků.
| Rok            | 1869 | 1880 | 1890 | 1900 | 1910 | 1921 | 1930 | 1950 | 1961 | 1970 | 1980 | 1991 | 2001 | 2006 | 2014 |
| Počet obyvatel | 560  | 441  | 397  | 350  | 354  | 362  | 344  | 227  | 259  | 234  | 228  | 177  | 189  | 191  | 187  |

| Rok            | 1869 | 1880 | 1890 | 1900 | 1910 | 1921 | 1930 | 1950 | 1961 | 1970 | 1980 | 1991 | 2001 |
| Počet obyvatel | 353  | 252  | 214  | 186  | 191  | 206  | 197  | 131  | 151  | 143  | 126  | 98   | 102  |

## Obecní správa a politika

### Místní části, členství ve sdruženích
Obec se člení na 2 místní části – Jedlov a Mirošov, které se nacházejí na jednom katastrálním území Mirošov u Jihlavy a má dvě základní sídelní jednotky – Jedlov a Mirošov. Mirošov je členem Mikroregionu Dušejovsko a místní akční skupiny Třešťsko.

### Zastupitelstvo a starosta
Obec má devítičlenné zastupitelstvo, v jehož čele stojí starosta Ludvík Lang.
| Období    | Voliči | Účast v % | Mandáty | Výsledky                     | Starosta    |
| --------- | ------ | --------- | ------- | ---------------------------- | ----------- |
| 2002–2006 | 153    | 56,21     | 9       | 5 SNK Mirošov 4 SNK Jedlov   | Ludvík Lang |
| 2006–2010 | 152    | 73,68     | 9       | 7 SNK II 2 Pro lepší Mirošov | Ludvík Lang |
| 2010–2014 | 151    | 71,52     | 9       |                              | Ludvík Lang |
| 2014–2018 | 152    | 58,55     | 9       |                              | Ludvík Lang |

## Hospodářství a doprava
V obci sídlí firma CORHA Jihlava, v.o.s., která se zabývá výrobou a prodejem kuchyní a spotřebičů. Obcí prochází silnice III. třídy č. 01943. Obcí prochází žlutě značená turistická trasa.

## Školství, kultura a sport
Místní děti dojíždějí do základní školy v Dušejově. Působí zde Sbor dobrovolných hasičů Mirošov.

## Pamětihodnosti
- Zámek Mirošov byl zbourán v roce 1986.
- Částečně dochovaný areál zámeckého parku
- Kostel sv. Josefa na návsi tvoří významnou dominantu obce. Jde o ukázku venkovského baroka. V roce 2007 byl kostel převeden do správy obce. V blízkosti stojí socha sv. Jana Nepomuckého.

Nemovitosti náležely do roku 1948 Mirošovskému velkostatku barona Richlého a posléze Ing. Steinbacha. Josef Nepomuk Richlý (1730–1790), pán na Mirošově a poslanec zemského sněmu, byl významným přímluvcem k získání statutu městyse pro Úsobí, které bylo v majetku jeho švagra Leopolda Fučíkovského z Grünhofu. K přímluvcům dále patřil i významný vysoký jihlavský úředník Johann Caspar Joseph de Barger.